# Донйо Дордже
Донйо Дордже (тиб. དོན་ཡོད་རྡོ་རྗེ; 1463— 23 березня 1512) — фактичний правитель Центрального Тибету в 1498—1512 роках.

## Життєпис
Походив з роду Рінпунпа. Другий син Кунзана, цонпена Рінпунпи і фактичного правителя регіону Цанг. Замолоду став завзятим прихильником секти Карма Каг'ю. Близько 1479 року після смерті батька успадкував владу. Значний релігійний вплив на нього спричинив Чок'ї Дракпа Єше Палсанпо, 4-й шамарпа (підсекта червонокапелюшників секти Карма Каг'ю). З політичних міркувань мав також добрі відносини з Чодраг Г'ямцо, 7-м кармапою (чорнокапелюшник).
Донйо Дордже звернувся з проханням звести монастир Карма Каг'ю біля Лхаси в області Уй, дезначний вплив мала секта Гелуг. Але десі (володар Тибету) Кюнга Лекпа відмовив. У відповідь 1480 року Донйо Дордже вдерся до Уя, знищив впливовий рід Кійшоп, захопивши значні землі в долині Ярлунг, але захопити важливий гелугський монастир Ганден не зміг, відступивши зрештою до Цангу. 1481 року він знову вдерся до уя, але вдурге не зміг здолати десі. Того ж року в Недогу відбулися великі збори провідних релігійних і світських діячів задля встановлення міцного миру, але без успіху. Невдовзі уйська знать повалила Кюнга Лекпу, повставивши Нґагі Ванпо.
Втім Донйо Дордже не відмовився віднаміру панувати в Центральному Тибеті. Тому бойові сутички тривали. 1485 року напав на князівство Г'яндзе, що перебувало під зверхністю десі. Боротьба тривала до 1488 року, коли Нґагі Ванпо зазнав поразки. В результаті було зайнято частину Уя. 1491 року після смерті десі його спадкоємцем став Нгаван Таші Дракпа, але регентом при ньому призначається Цок'є Дордже — стрийко Донйо Дордже. В результаті весь регіон У-Цанг опинився під владою Рінпунпа. 1498 року зайняв Лхасу, чим закріпив владу свого роду.
1499 року регентство Цок'є Дордже було скасовано, але той фактично керував до своєї смерті. 1504 року Донйо Дордже змусив десі Нгавана Таші Дракпу одружитися зі своєю донькою Легцо Г'ялмо. Втім у 1510 році по смерті стрийка Донйо Дордже спалахнула відкрита війна з десі. Того ж року за посередництвашколи Карма Каг'ю було відновлено мир. Донйо Дордже номінально визнав владу десі.
Помер 1512 року. Владу спадкував його стриєчний брат Нгаван Намг'ял.